# Zilla (pająki)
Zilla – rodzaj pająków z rodziny krzyżakowatych. Gatunkiem typowym jest Zilla diodia. Takson ten opisał w 1834 roku niemiecki arachnolog Carl Ludwig Koch.
Do rodzaju tego należą cztery opisane gatunki:
- Zilla crownia Yin, Xie & Bao, 1996 – Chiny
- Zilla diodia (Walckenaer, 1802) – Ameryka Północna, Europa, Rosja, Iran
- Zilla globosa Saha & Raychaudhuri, 2004 – Indie
- Zilla qinghaiensis Hu, 2001 – Chiny